# Lega Pro Prima Divisione 2012/2013
Soutěžní ročník Lega Pro Prima Divisione 2012/13 byl 35. ročník třetí nejvyšší italské fotbalové ligy. Soutěž začala 1. září 2012 a skončila 16. června 2013. Účastnilo se jí celkem 33 týmů rozdělené do dvou skupin. Z každé skupiny postoupil vítěz přímo do druhé ligy, druhý postupující se probojoval přes play off.
Pro následující sezonu nebyly přijaty tyto kluby:
- Taranto FC 1927: v minulé sezóně se umístil na 2. místě ve skupině A, kvůli finančním problémům hrál v nižší lize.
- ACD Foggia Calcio: v minulé sezóně se umístil na 11. místě ve skupině A, kvůli finančním problémům hrál v nižší lize.
- US Pergolettese 1932: v minulé sezóně se umístil na 11. místě ve skupině B, kvůli finančním problémům hrál v nižší lize.
- ASD Città di Siracusa: v minulé sezóně se umístil na 3. místě ve skupině B, kvůli finančním problémům hrál v Terza Categoria (nejnižší regionální liga).

Z nejvyšší ligy byl poslán klub US Lecce.

## Skupina A
| Poř. | Tým                      | Z  | V  | R  | P  | VG | OG | B  |
| ---- | ------------------------ | -- | -- | -- | -- | -- | -- | -- |
| 1.   | Trapani Calcio           | 32 | 18 | 10 | 4  | 60 | 31 | 64 |
| 2.   | US Lecce                 | 32 | 18 | 7  | 7  | 56 | 34 | 61 |
| 3.   | Carpi FC 1909            | 32 | 14 | 9  | 9  | 38 | 30 | 51 |
| 4.   | FC Südtirol              | 32 | 13 | 11 | 8  | 43 | 33 | 50 |
| 5.   | Virtus Entella           | 32 | 13 | 14 | 6  | 48 | 36 | 50 |
| 6.   | UC AlbinoLeffe 1         | 32 | 13 | 14 | 5  | 44 | 27 | 47 |
| 7.   | US Cremonese 2           | 32 | 11 | 14 | 7  | 45 | 27 | 46 |
| 8.   | AC Lumezzane             | 32 | 10 | 13 | 9  | 39 | 38 | 43 |
| 9.   | Feralpisalò              | 32 | 12 | 7  | 13 | 36 | 44 | 43 |
| 10.  | San Marino Calcio        | 32 | 12 | 7  | 13 | 41 | 43 | 43 |
| 11.  | AC Pavia                 | 32 | 10 | 10 | 12 | 29 | 35 | 40 |
| 12.  | Calcio Como 2            | 32 | 9  | 12 | 11 | 44 | 50 | 38 |
| 13.  | Portogruaro Calcio ASD 2 | 32 | 8  | 14 | 10 | 30 | 36 | 37 |
| 14.  | AC Cuneo 1905            | 32 | 8  | 11 | 13 | 27 | 32 | 35 |
| 15.  | AC Reggiana 1919         | 32 | 8  | 5  | 19 | 28 | 51 | 29 |
| 16.  | Tritium Calcio 1908      | 32 | 3  | 11 | 18 | 23 | 58 | 20 |
| 17.  | ACD Treviso 2            | 32 | 4  | 9  | 19 | 28 | 54 | 20 |

Poznámky
- Z = Odehrané zápasy; V = Vítězství; R = Remízy; P = Prohry; VG = Vstřelené góly; OG = Obdržené góly; B = Body
- za výhru 3 body, za remízu 1 bod, za prohru 0 bodů.
- 1  UC AlbinoLeffe bylo odečteno 6 bodů.
- 2  US Cremonese, Calcio Como, Portogruaro Calcio ASD a ACD Treviso byl odečten 1 bod.

|  | Přímý postup do Serie B 2013/14                    |
|  | Play off                                           |
|  | Play out                                           |
|  | Přímý sestup do Lega Pro Seconda Divisione 2013/14 |

### Play off
Boj o postupující místo do Serie B.

#### Semifinále
Virtus Entella – US Lecce 1:1, 1:2

FC Südtirol – Carpi FC 1909 1:2, 2:2

#### Finále
Carpi FC 1909 – US Lecce 1:0, 1:1
Postup do Serie B 2013/14 vyhrál tým Carpi FC 1909.

### Play out
Boj o udržení v Lega Pro Prima Divisione.
Tritium Calcio 1908 – Portogruaro Calcio ASD 1:1, 2:1

AC Reggiana 1919 – AC Cuneo 1905 1:1, 1:0
Sestup do Lega Pro Seconda Divisione 2013/14 měli kluby Portogruaro Calcio ASD a AC Cuneo 1905

## Skupina B
| Poř. | Tým                     | Z  | V  | R  | P  | VG | OG | B  |
| ---- | ----------------------- | -- | -- | -- | -- | -- | -- | -- |
| 1.   | AS Avellino 1912        | 30 | 18 | 6  | 6  | 50 | 27 | 60 |
| 2.   | AC Perugia Calcio 2     | 30 | 18 | 5  | 7  | 48 | 29 | 58 |
| 3.   | US Latina Calcio 2      | 30 | 15 | 9  | 6  | 41 | 28 | 53 |
| 4.   | AS Giovanile Nocerina   | 30 | 15 | 8  | 7  | 48 | 32 | 53 |
| 5.   | AC Pisa 1909            | 30 | 15 | 7  | 8  | 43 | 33 | 52 |
| 6.   | Benevento Calcio        | 30 | 11 | 10 | 9  | 35 | 28 | 43 |
| 7.   | Frosinone Calcio 2      | 30 | 10 | 11 | 9  | 36 | 30 | 40 |
| 8.   | AS Gubbio 1910          | 30 | 11 | 7  | 12 | 32 | 39 | 40 |
| 9.   | Paganese Calcio 1926    | 30 | 9  | 12 | 9  | 29 | 30 | 39 |
| 10.  | Catanzaro Calcio 2011   | 30 | 10 | 7  | 13 | 37 | 48 | 37 |
| 11.  | FC Esperia Viareggio    | 30 | 9  | 9  | 12 | 36 | 45 | 36 |
| 12.  | AC Prato                | 30 | 8  | 9  | 13 | 30 | 37 | 33 |
| 13.  | AS Andria BAT 1         | 30 | 7  | 13 | 10 | 23 | 30 | 32 |
| 14.  | AS Barletta Calcio      | 30 | 6  | 9  | 15 | 27 | 39 | 27 |
| 15.  | Sorrento Calcio         | 30 | 5  | 8  | 17 | 24 | 44 | 23 |
| 16.  | Carrarese Calcio 1908 3 | 30 | 5  | 6  | 19 | 31 | 51 | 21 |

Poznámky
- Z = Odehrané zápasy; V = Vítězství; R = Remízy; P = Prohry; VG = Vstřelené góly; OG = Obdržené góly; B = Body
- za výhru 3 body, za remízu 1 bod, za prohru 0 bodů.
- 1  AS Andria BAT byly odečteny 2 body.
- 2  AC Perugia Calcio, US Latina Calcio a Frosinone Calcio byl odečten 1 bod.
- 3  Carrarese Calcio 1908 klub nakonec nesestoupil.

|  | Přímý postup do Serie B 2013/14                    |
|  | Play off                                           |
|  | Play out                                           |
|  | Přímý sestup do Lega Pro Seconda Divisione 2013/14 |

### Play off
Boj o postupující místo do Serie B.

#### Semifinále
AC Pisa 1909 – AC Perugia Calcio 2:1, 2:2

AS Giovanile Nocerina – US Latina Calcio 1:0, 0:1

#### Finále
AC Pisa 1909 - US Latina Calcio 0:0, 1:3 v (prodl.
Postup do Serie B 2013/14 vyhrál tým US Latina Calcio.

### Play out
Boj o udržení v Lega Pro Prima Divisione.
Sorrento Calcio – AC Prato 1:1, 1:2

AS Barletta Calcio – AS Andria BAT 2:0, 1:0
Sestup do Lega Pro Seconda Divisione 2012/13 měli kluby Sorrento Calcio a AS Andria BAT.